# Victor von Zitzewitz
Victor von Zitzewitz (* 6. Oktober 1908 in Berlin; † 25. Juli 1943 in Karlsbad) war ein deutscher Schauspieler.

## Leben
Victor von Zitzewitz entstammte dem alten hinterpommerschen Adelsgeschlecht Zitzewitz. Er studierte an der Rheinischen Friedrich-Wilhelms-Universität Bonn Rechtswissenschaften. 1929 wurde er Mitglied des Corps Borussia Bonn. Nach dem Referendarexamen wandte er sich der Schauspielerei zu, lebte als Schauspieler in Meiningen und wirkte in einigen deutschen Kinofilmen mit.

## Filmografie
- 1935 Der Student von Prag in einer Nebenrolle
- 1936 Der Bettelstudent in der Rolle als polnischer Student
- 1936 Annemarie. Die Geschichte einer jungen Liebe in der Rolle des Klaus Renken